# Javor babyka
Javor babyka (Acer campestre) nebo též javor polní je strom, domácí téměř v celé Evropě s výjimkou Skandinávie. Roste jako keř, stromek či mohutný strom, a to hlavně na okrajích lesů a keřových porostů. Preferuje vápenitou půdu, ale prospívá i v půdě mírně kyselé.

## Synonyma

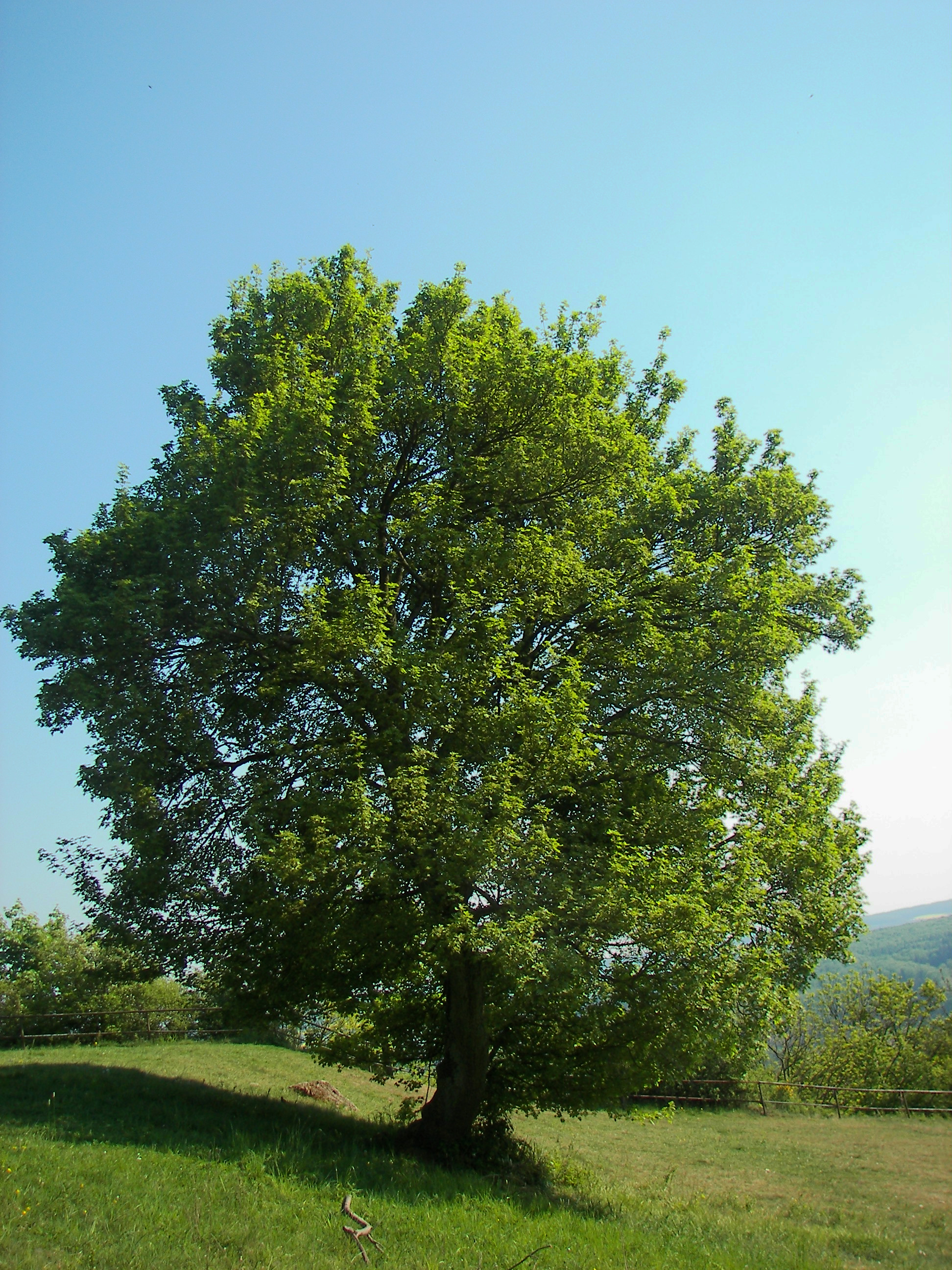
Habitus koruny

### Vědecké názvy
Pro rostlinu s označením javor babyka (Acer campestre) je používáno více rozdílných názvů, například Euacer scharkense, Acer affine, A. bedoi, A. collinum, A. eriocarpon, A. erythrocarpum, A. haplolobum, A. heterolobum, A. heterotomum, A. macrocarpon, A. marucum, A. microcarpon, A. microphyllum, A. molle, A. orthopteron, A. palmatisectum, A. polycarpon, A. praecox, A. quinquelobatum, A. robustum, A. suberosum, A. sylvestre, A. tauricum, A. tauschianum, Euacer affine, Euacer scharkense, a další.

### České názvy

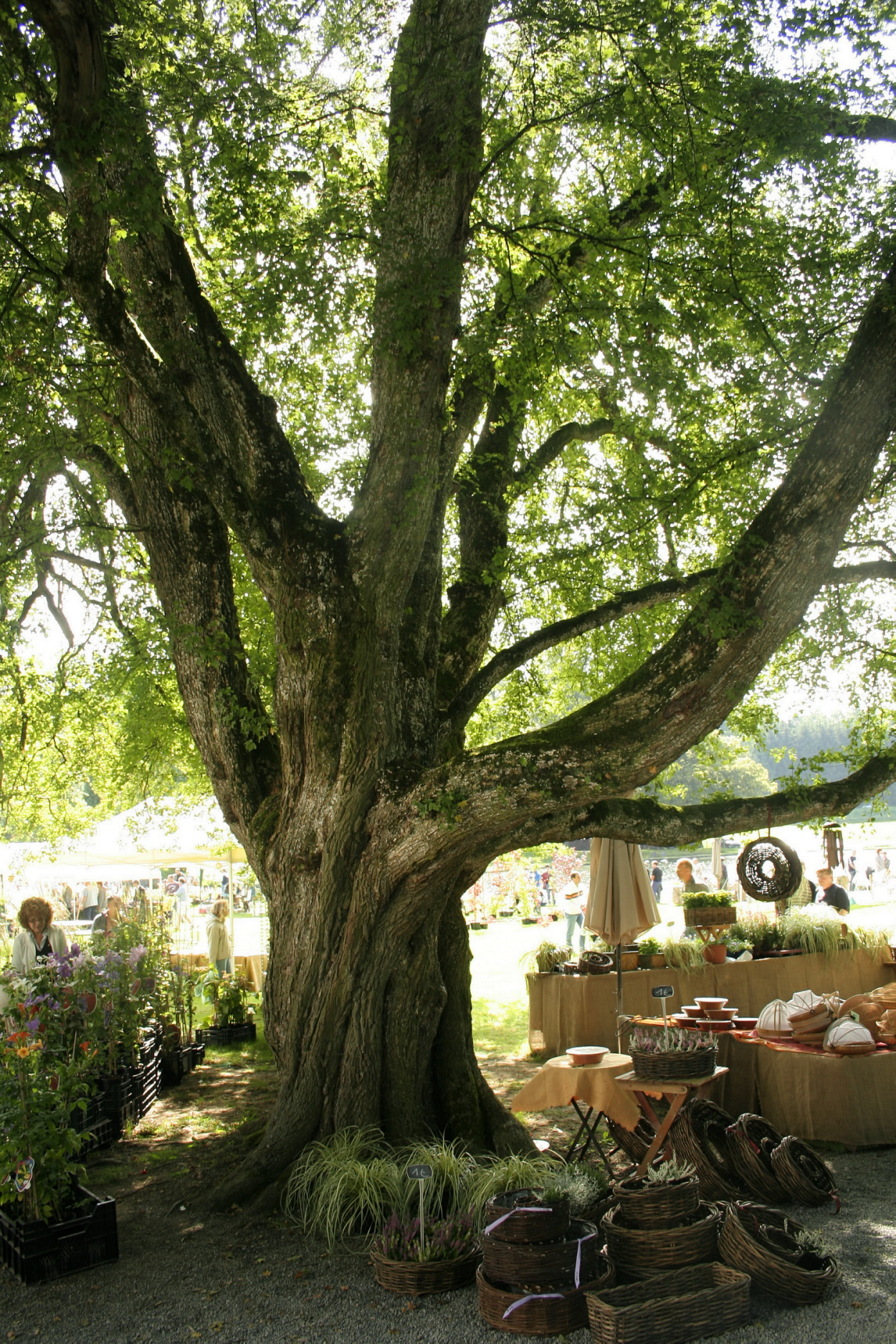
Kmen.

Pro rostlinu s označením javor babyka je používáno více rozdílných názvů, například staročesky „klenicě“.

## Podřazené taxony
Je pěstováno mnoho kultivarů, které se výrazně liší především růstem, ale i jinými vlastnostmi.

## Zeměpisné rozšíření
Babyka roste téměř všude v Evropě, od Skandinávie až na jih, v západní Asii a severozápadní Africe i v oblasti Středozemí, kde je však omezena na vyšší nadmořské výšky. Ve střední Evropě je rozšířena od rovin po hory. V severních Alpách roste i na hranici 800 m n. m. Jen málo se však pěstuje, protože je malého vzrůstu. V parcích a zahradách je běžná jako volně stojící okrasný strom nebo jako živý plot.

## Popis

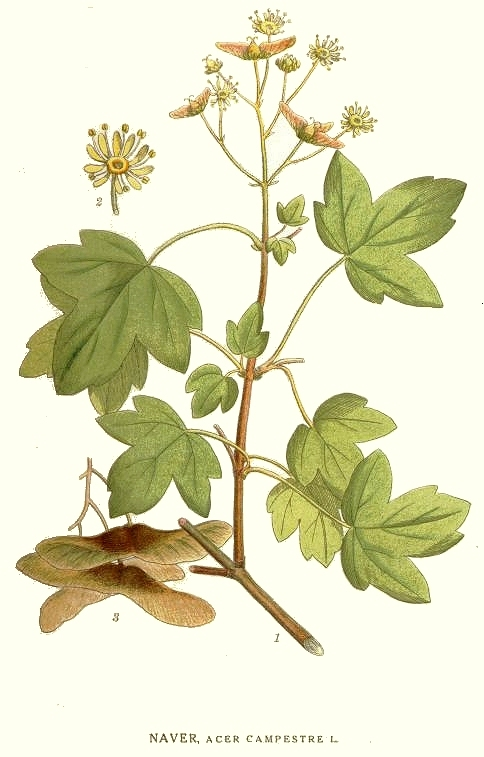
List, květ a mladé plody, ilustrace

Javor babyka je opadavý keř nebo strom dorůstající 5–15, ale i 25 m výšky. Dožívá se věku 150 až 200 let. Má srdčitý kořenový systém, středně hluboký (do 1 metru), délky do 6 metrů.

### Kmen a letorosty

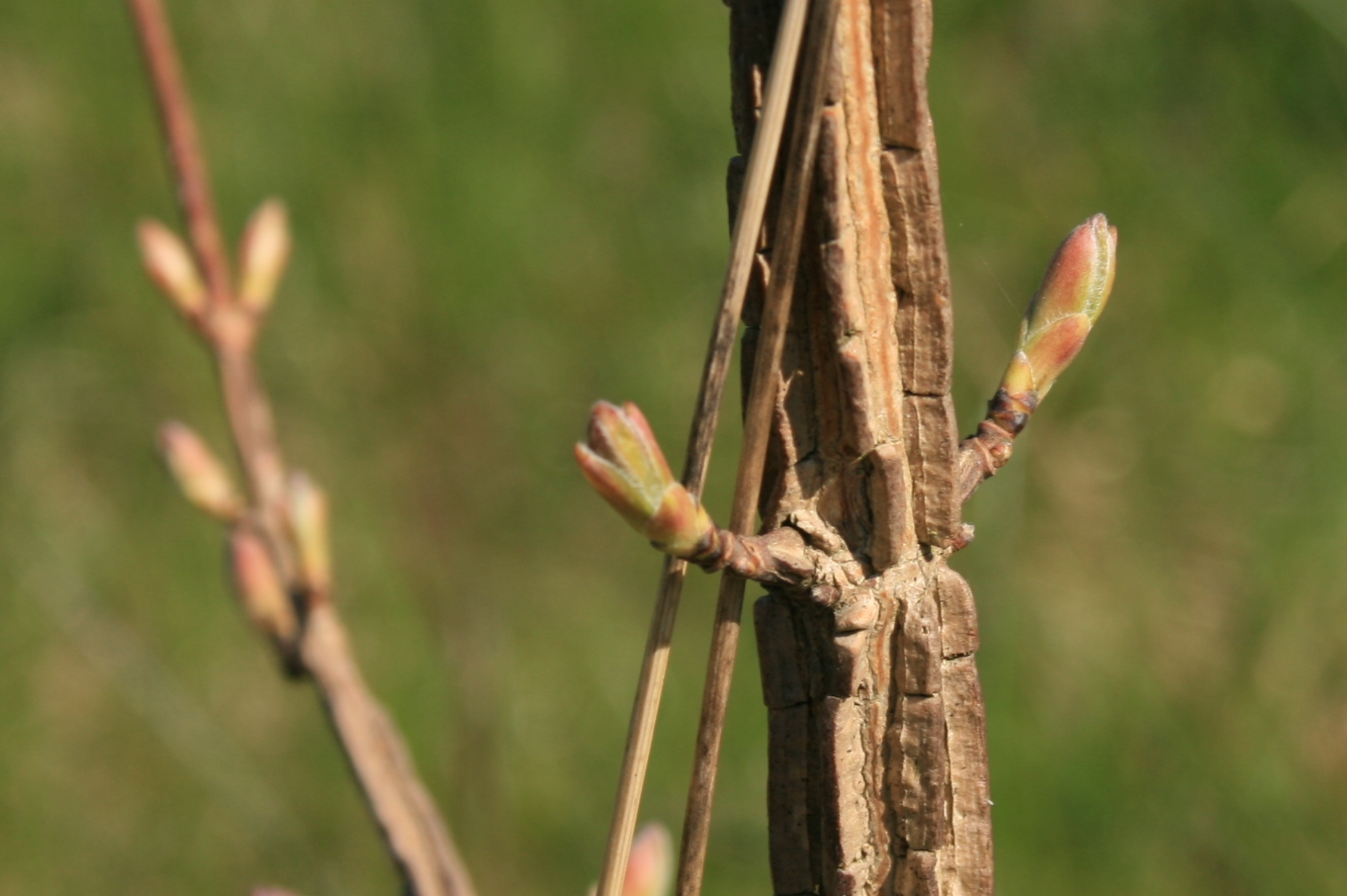
Letorosty s korkovými lištami

Často vytváří nižší vícekmenné stromy, kmen bývá křivý. Kmen může být široký až do 1 m v průměru, s jemně popraskanou, často poněkud korkovitou šedohnědou borkou, ve stáří rozpukanou. Výhonky jsou hnědé, s tmavě hnědými zimními pupeny. Starší větve na sobě mají rezavě hnědé korkovité lišty.

### List
Vstřícné listy jsou v párech, protistojné, 5–16 cm dlouhé a 5–10 cm široké. Mají pět vejčitých, tupě zašpičatělých laloků s hlubokými zářezy. Řapík je 3–9 centimetrů dlouhý. Čepel je na obou stranách chlupatá, vespod světlejší než svrchu. Řapík po nalomení roní mléčnou šťávu. Listy jsou na podzim před opadem jasně žluté.

### Květ
V dubnu a květnu, hned po vyrašení listů nebo i současně s rašícími listy, se objevují zelenožluté květy ve vzpřímených, chocholičnatých, 4–6 cm velkých květenstvích. Obvykle jsou jednodomé. Květy jsou opylovány hmyzem.

### Plod

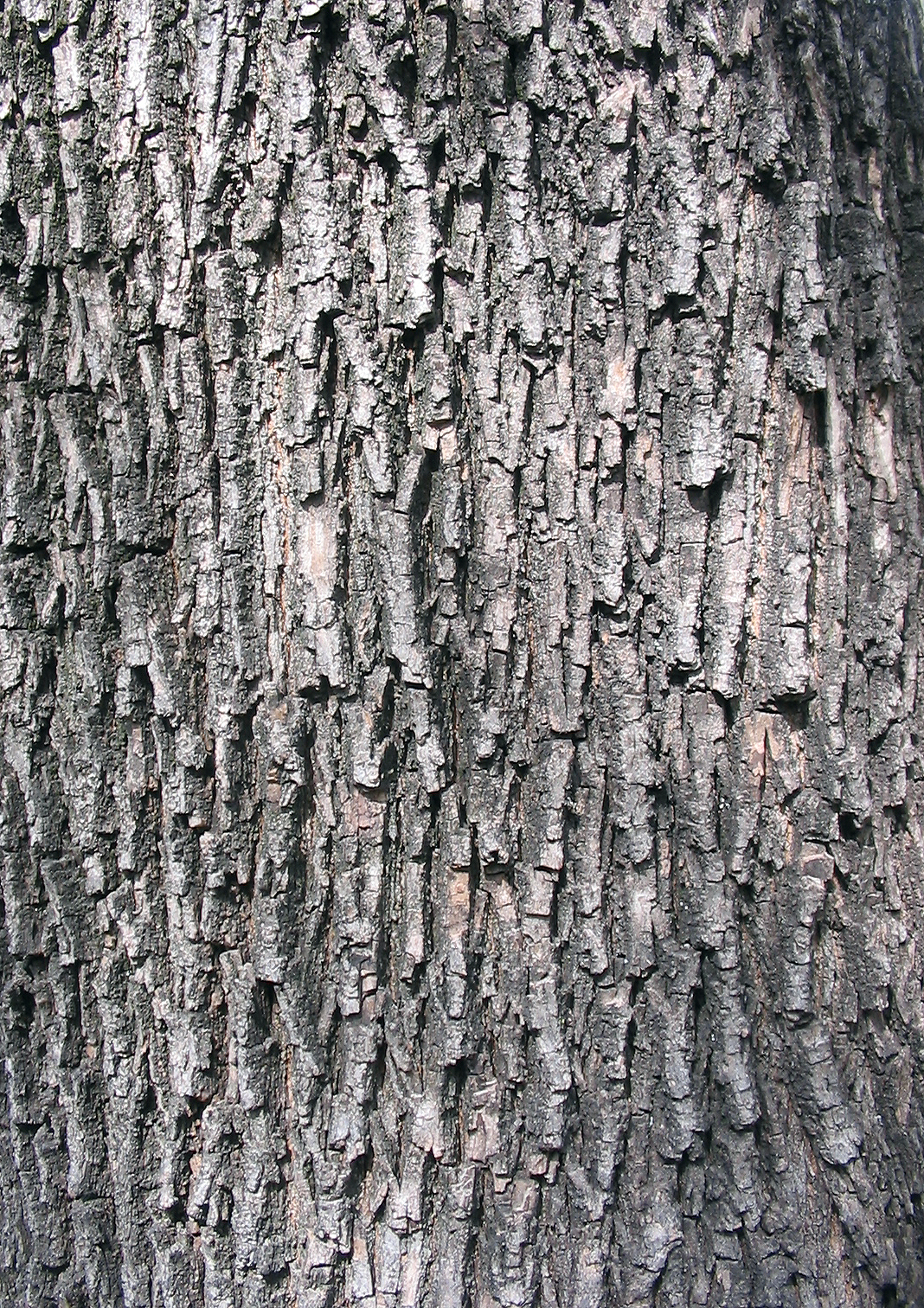
Borka

Plody jsou dvounažky s 2,5 cm dlouhými křídly, která jsou vodorovně rozložená. Každá nažka je 8–10 mm široká, plochá, s 2cm křídlem.

## Ekologie
Preferuje vlhké až suché půdy bohaté na živiny. Nachází se jako příměs v porostech dubu, habru, ve smíšených lesích, bukových porostech, na lesních okrajích a v mlází. Javor babyka toleruje částečný stín. Dobře snáší znečištěné ovzduší ve městech, průmyslové znečištění a posypové soli kolem cest. Z tohoto důvodu je často používána pro výsadby v městských oblastech.

## Použití
Babyka nachází použití v mnoha oborech. V Alsasku větve babyky visící nad vchodem domů údajně odrazují netopýry.

### Průmysl

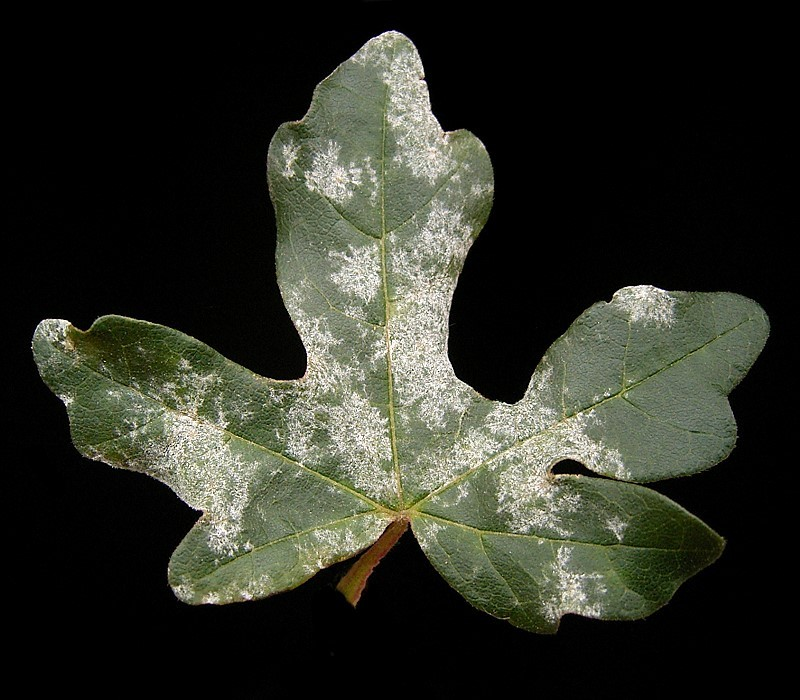
Padlí na listech

Odolné, načervenalé dřevo je vhodné k soustružení.

### Zahradnictví
Babyka se dá použít do živých plotů, ale dost rychle roste, proto se musí až 4× ročně řezat. Babyka je používaná pro výsadby podél silnic jako alej, pro větrolamy i jako pozadí zahradních úprav.

### Zemědělství
Listy jsou v některých regionech používány jako příměs do krmiva. Babyka je jako medonosný druh ceněna ve včelařství.

### Farmacie

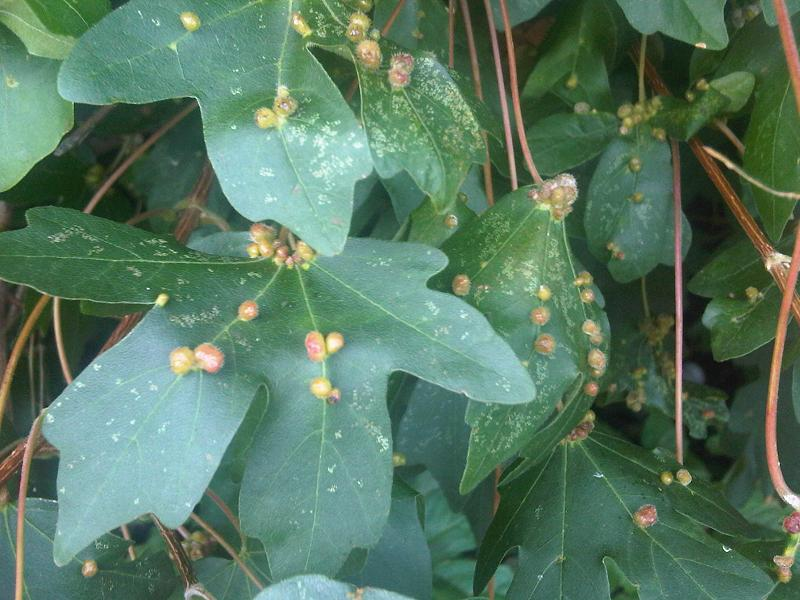
Hálky

Používá se hlavně kůra, externě v kosmetice na zarudlou kůži nebo vnitřně jako čaj se svíravou chutí. Kůra se používá vysušená na slunci a udržovaná v suchu. Obsahové látky: fytosteroly, choliny, allantoiny, taniny.

## Choroby a škůdci

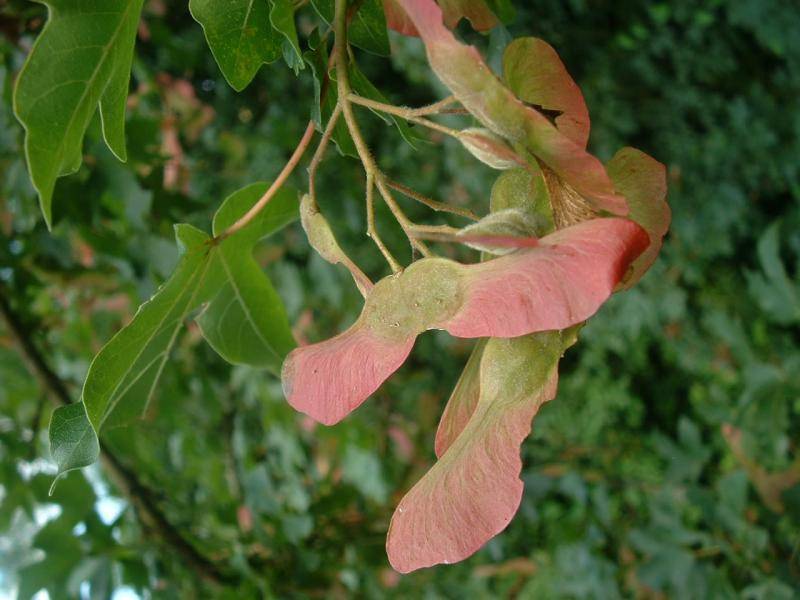
Plody, křídlaté dvounažky

Mnohdy se vyskytují hálky na listech, způsobené roztoči rodu Aceria. V suchém počasí se vyskytují listové plísně (padlí).

## Památné a významné javory babyky
Babyky patří k pomaleji rostoucím stromům, takže i ve vyšším věku dosahují drobnějších rozměrů. K našim nejmohutnějším babykám patří:
- Babyka v Ústí nad Orlicí (600 cm, 2023)
- Babyka v Riegrově sadu (500 cm, 2009)
- Čížkovská babyka (465 cm, 2009)
- Babyka v Bludově (413 cm, 2009, od roku 2009 jen pahýl)
- Třanovická babyka (380 cm, 2007)
- Babyka u hájovny (380 cm, 2009)
- Babyka u Potštejna (380 cm, 1940, zanikla roku 1940)
- Babyka U Babky (358 cm, 2009)
- Svítkovská babyka (350 cm, 2000)
- Babyka u Vinařic (290 cm)
- Babyka v Seminářské zahradě (285 cm, 2013)
- Javor babyka v Pisárkách (280 cm)